# L.J. Burrows
Lincoln Junior (L.J.) Burrows is een personage uit de televisieserie Prison Break.

## Biografie
Nadat zijn vader, Lincoln Burrows, definitief werd veroordeeld tot de doodstraf veranderde LJ compleet. Hij begon met het handelen in marihuana, waarvoor hij werd gearresteerd. Later werd hij opgepakt wegens de moord op zijn moeder en stiefvader (onterecht).
In seizoen twee wordt hij met zijn vader (Lincoln) verenigd, maar dit is van korte duur. Ze slaan op de vlucht en worden gearresteerd. LJ was voor Bill Kim en Paul Kellerman een middel om Lincoln te pakken te krijgen.
In seizoen drie is LJ is handen van de company en zal hij vermoord worden, als Lincoln niet doet wat van hem wordt verwacht (Sara is daarom al vermoord), door de Company.
Maar in seizoen vier blijkt dat het niet Sara was, maar iemand anders die vermoord is, en Sara komt terug.